# Château de Puy Haut
Le château de Puy Haut est situé au lieu-dit Puy Haut, sur la commune de Lussat, dans le département de la Creuse, région Nouvelle-Aquitaine, en France. 

## Historique
Le château de Puy-Haut est un ancien site seigneurial de la fin du XIIIe siècle. 
Il fut réédifié au XVIIe siècle en demeure bourgeoise.
Entièrement restauré, il est depuis 2020 aménagé en chambres d'hôtes.

## Architecture
Le logis est entouré de dépendances, d'une piscine et d'un jardin.

### Pages externes
- Carte complète des châteaux en Creuse (sur https://umap.openstreetmap.fr)